# Kanton Anet
Kanton Anet (francouzsky Canton d'Anet) je francouzský kanton v departementu Eure-et-Loir v regionu Centre-Val de Loire. Tvoří ho 21 obcí.

## Obce kantonu
- Abondant
- Anet
- Berchères-sur-Vesgre
- Boncourt
- Broué
- Bû
- Champagne
- La Chaussée-d'Ivry
- Gilles
- Goussainville
- Guainville
- Havelu
- Marchezais
- Le Mesnil-Simon
- Oulins
- Rouvres
- Saint-Lubin-de-la-Haye
- Saint-Ouen-Marchefroy
- Saussay
- Serville
- Sorel-Moussel